# Figury magiczne
Figura magiczna – schemat z liczbami naturalnymi rozmieszczonymi w wyznaczonych miejscach w taki sposób, że ich sumy wzdłuż określonych linii, np. wierszami, kolumnami, po obwodzie, po przekątnych itp., są równe. 
- Figury płaskie:
  - Kwadrat magiczny
  - Trójkąt magiczny
  - Prostokąt magiczny
  - Sześciokąt magiczny
  - Koło magiczne
  - Gwiazda magiczna
- Figury przestrzenne:
  - Sześcian magiczny

Liczby w figurze magicznej:
- nie powinny się powtarzać
- powinny być elementami wybranego ciągu liczbowego (najczęściej kolejnych liczb naturalnych z wybranego przedziału).